# Krzemity
Krzemity (deutsch Kremitten) ist ein Dorf in Polen in der Woiwodschaft Ermland-Masuren. Der Ort ist Teil der Stadt- und Landgemeinde Korsze (Korschen) im Powiat Kętrzyński (Kreis Rastenburg).

## Geographie
Krzemity liegt im Norden Polens etwa 20 Kilometer südlich der polnischen Staatsgrenze zur russischen Oblast Kaliningrad. Etwa einen Kilometer westlich des Dorfes fließt die Zaine (polnisch Sajna).

## Geschichte
Die Anlage des heutigen Krzemity (bis vor 1908 Cremitten) erfolgte zwischen 1345 und 1351 mit der Vergabe des Lokalisationsrechtes durch den Hochmeister Heinrich Dusemer. Am 2. November 1444 erneuerte Konrad von Erlichshausen die Erlaubnis.
1786 bestanden in der Siedlung 15 Wohngebäude sowie eine Wassermühle. 1817 wurden nur noch zehn Wohnhäuser gezählt bei nahezu konstanter Einwohnerzahl. Bis 1883 war Cremitten in einen Gutsbezirk und eine Landgemeinde unterteilt. Bei Verwaltungseinheiten waren 1874 in den neu errichteten Amtsbezirk Glaubitten (polnisch Głowbity) eingegliedert worden. Er gehörte zum Kreis Rastenburg im Regierungsbezirk Königsberg in der preußischen Provinz Ostpreußen. Am 11. Dezember 1893 wurde die Landgemeinde Cremitten in den Gutsbezirk Cremitten eingemeindet.
Am 30. September 1928 kam es zum Zusammenschluss der Landgemeinde Scharkeim (polnisch Sarkajmy) und den Gutsbezirken Hartels (Dzierżążnik), Kremitten und Sprenglienen (nicht mehr existent). Aus diesem Zusammenschluss ging die neue Landgemeinde Kremitten hervor.
Major a. D. Karl Freiherr von Mirbach war der letzte deutsche Besitzer des Gutes bei Kremitten. Das Gut mit einer Fläche von 362 Hektar war zu der Zeit wirtschaftlich mit dem nördlich gelegenen Glaubitten (polnisch Głowbity) verbunden worden. Das Gutshaus war bereits vor 1945 unbewohnt. Im Januar 1945 nahm die Rote Armee die Gegend ein und in der Folge des Zweiten Weltkrieges wurde das Dorf Teil Polens. Das Gutshaus blieb ungenutzt und verfiel.
Nach der Auflösung der Gromadas wurde das Dorf Teil des Schulzenamtes (polnisch Sołectwo) Dłużec Wielki (deutsch Groß Langwalde) in der Gemeinde Korsze (Korschen). Bis 1998 die Woiwodschaft Olsztyn aufgelöst wurde, war Krzemity Teil derselbigen. Anschließend war das Dorf Teil der neu gebildeten Woiwodschaft Ermland-Masuren.

### Einwohnerentwicklung
Nachfolgend die Einwohnerentwicklung des Dorfes.

## Kirche
Bis 1945 war Kremitten in die evangelische Kirche Langheim (polnisch Łankiejmy) in der Kirchenprovinz Ostpreußen der Kirche der Altpreußischen Union sowie in die katholische Kirche Korschen (Korsze) im Bistum Ermland eingepfarrt.
Heute gehört Krzemity zur katholischen Pfarrei Korsze im jetzigen Erzbistum Ermland sowie zur evangelischen Pfarrei Kętrzyn (Rastenburg) mit der Filialkirche in Bartoszyce (Bartenstein) in der Diözese Masuren der Evangelisch-Augsburgischen Kirche in Polen.

## Verkehr
Das Dorf liegt an einer Stichstraße, welche in nördlicher Richtung nach etwa 1,5 Kilometern bei Głowbity zu einer weiteren Nebenstraße führt, von der aus Korsze erreicht werden kann.
Die nächste Bahnstation befindet sich in Korsze, wo es Direktverbindungen nach Olsztyn (Allenstein), Posen und  Białystok gibt.
Der nächste internationale Flughafen ist der Flughafen Kaliningrad, der sich etwa 90 Kilometer nordwestlich auf russischem Hoheitsgebiet und damit außerhalb der Europäischen Union und damit verbundenen Reiseproblemen befindet. Der nächste internationale Flughafen auf polnischem Staatsgebiet ist der etwa 175 Kilometer westlich gelegene Lech-Wałęsa-Flughafen Danzig.

## Persönlichkeiten

### Aus dem Ort gebürtig
- Werner von Mirbach (* 20. Juli 1878 in Cremitten), deutscher Verwaltungsjurist und Politiker (DNVP) († 1928)